# Resistencia viva
Resistencia viva es un álbum en directo de la banda de thrash metal Malón, editado el 18 de julio de 1997. El disco fue grabado en el Microestadio de Ferro ante más de 4000 personas.

## Lista de canciones
1. Grito De Pilagá
2. Hipotecado
3. Cicatrizando
4. Bajo El Dominio Danzante
5. Mendigos
6. Castigador Por Herencia
7. Cancha De Lodo
8. Sobaco Ilustrado
9. Nido De Almas
10. Malón Mestizo
11. Fábula Del Avestruz Y El Jabalí
12. Ciegos Del Mundo
13. Síntoma De La Infección
14. Judas De Oficio
15. Revolución Nacional
16. 30.000 Plegarias

## Integrantes
- Claudio O'Connor - Voz
- Antonio Romano - Guitarra
- Karlos Cuadrado - Bajo
- Claudio Strunz - Batería

- Datos: Q6106461